# Allegorie der Liebe
Allegorie der Liebe ist ein allegorisches Gemälde des italienischen Malers Agnolo Bronzino von vor 1550, stilistisch der Zeit des Manierismus.
Das Tafelbild in Öl hat das Format 146 × 116 cm und befindet sich seit 1860 in der National Gallery in London.

## Titel
Außer der Bezeichnung Allegorie der Liebe trägt es u. a. die Titel Venus küsst Amor; Venus, Cupid, Folly, and Time ("Venus, Cupido, Verrücktheit und Zeit"); La verità svelata dal tempo ("Die Wahrheit wird enthüllt durch die Zeit"), oder Die Enthüllung der Üppigkeit (Erwin Panofsky).
Allein aus der Anzahl seiner Titel lässt sich folgern, dass der Sinn des Bildes sich nicht einfach erschließen lässt, und es ist auch häufig und auf unterschiedliche Weise interpretiert worden. Alle Deutungen beruhen auf Vasaris Beschreibung eines Bildes, das Bronzino im Auftrag von Cosimo I. de’ Medici gemalt hat. Es wurde als Geschenk an Franz I. von Frankreich geschickt, und Vasari hat es aus der Erinnerung in seinen Viten von 1550 (und 1568) beschrieben:

„Er malte ein Bild von einzigartiger Schönheit, das nach Frankreich an König Franz geschickt wurde. Auf ihm war eine nackte Venus mit Amor, der sie küsste, und auf der einen Seite waren das Vergnügen (Piacere), sowie das Spiel (Giuoco) und andere Amoretten, und auf der anderen Seite die Tücke (Fraude), die Eifersucht (Gelosia) und andere Leidenschaften der Liebe.“

## Beschreibung
Das Bild zeigt eine Fülle von Figuren, die sich dicht gedrängt um das zentrale Paar von Venus und Amor gruppieren. Venus, die auf einem weißen Seidentuch kniet, hält in der linken Hand den goldenen Apfel der Hesperiden, den ihr Paris als Preis für ihre einzigartige Schönheit überreicht hatte. In der erhobenen Rechten trägt sie einen Pfeil, den sie offenbar aus Amors Köcher gezogen hat. Amor drängt sich mit erhitzten Wangen an die Mutter, greift ihr an die linke Brust und küsst sie auf den Mund. Venus erwidert mit geöffneten Lippen und ihrer Zunge den Kuss; die Täubchen unter Amors Fuß unterstreichen als Symbole für leidenschaftliche (inzestuöse) Liebe den erotischen Reiz der Szene.

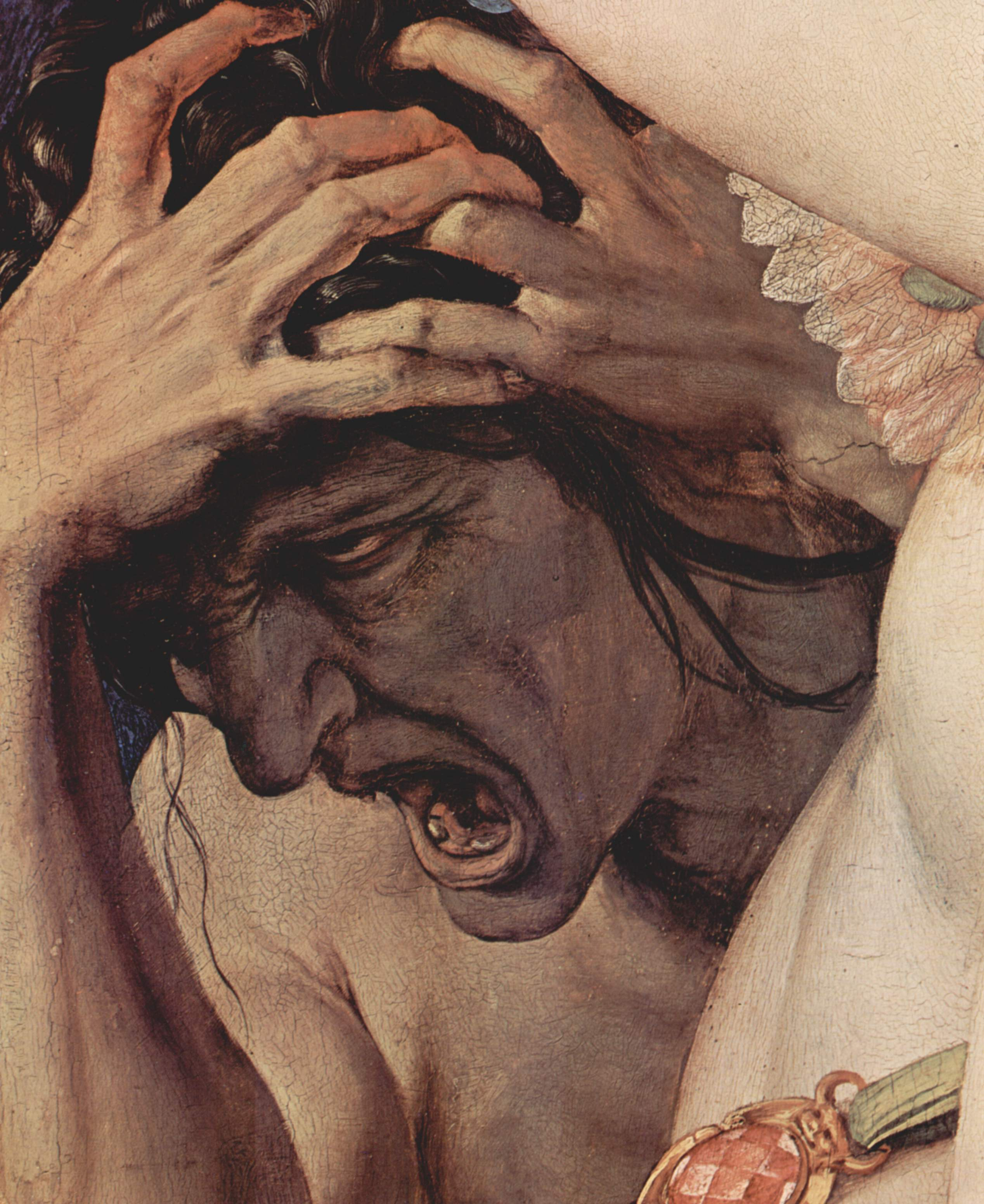
Agnolo Bronzino, Allegorie, Detail

Die Figur auf der linken Seite, die sich mit verzerrtem Gesicht wie in Verzweiflung die Haare rauft, wurde als Allegorie des Wahnsinns gedeutet, für Vasari ist es die Eifersucht, eine Deutung, die mit der ersten gut zu vereinbaren ist.
Der Knabe mit den Glöckchen an den Fesseln, der im Begriff ist, Rosen auf das Paar zu streuen, kann als Allegorie von Spiel und Vergnügen gelten.
Am schwersten zu deuten ist die Figur mit dem Perlendiadem, die dem Betrachter eine Honigwabe entgegenhält. Der vor dem blauen Vorhang wie in der Luft schwebende Kopf gehört offenbar ebenso wie die anatomisch rätselhaft verdrehte Hand zu einem mit Schuppen bedeckten Vogelkörper, den Löwentatzen und dem schlangenartigen Gebilde, das möglicherweise der Echsenschwanz des Mischwesens ist. Vasari deutet diese Figur als Fraude, d. h. als Tücke und heuchlerische Falschheit. Nach Cesare Ripa ist Fraude eine Gestalt mit einem Vogelleib, Tierfüßen und zwei Köpfen, die sich hinter Masken verbergen. Bronzino hat zu Füßen des Monsters, vielleicht als Hinweis für eine solche Deutung, zwei Masken gemalt.
Über der ganzen Gruppe breiten zwei Gestalten mit dramatischer Geste ein großes blaues Tuch aus, man weiß nicht, wollen sie die Szene verhüllen oder haben sie die Akteure gerade entschleiert, um sie ans Licht der Wahrheit zu bringen. Der kahlköpfige Alte mit grauem Bart ist an seinen Flügeln und dem Stundenglas auf seiner Schulter als Gott Saturn und damit als Allegorie der Zeit zu identifizieren. Die zweite Figur könnte eine Allegorie der Wahrheit – die Tochter der Zeit – sein, auf die einer der Bildtitel anspielt, andere Interpreten sehen in ihr eine Allegorie des Vergessens.

## Deutung und kunstgeschichtliche Einordnung
Deuten könnte man das Bild als spöttischen Kommentar zu den Widersprüchlichkeiten der Liebe: Liebe als ambivalente menschliche Erfahrung, die sowohl Freuden als auch Leiden bereitet, bei der man sich leicht der Täuschung, der Verleumdung und dem Betrug aussetzt, die den Liebenden zum Wahnsinn bringen kann und die vergänglich ist.
Das Bild ist ein Beispiel für das am Florentiner Hof und an den anderen Höfen seit der Renaissance in Frankreich und in Italien beliebte Spiel mit mythologischen Geschichten, mit gelehrten Allegorien und Rätseln, die die Fantasie und das Bildungswissen der Betrachter herausfordern.

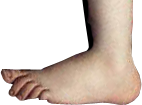
Rechter Fuß des Cupido in Monthy Python’s Flying Circus, spiegelverkehrt

## Rezeption in Literatur und Pop-Kultur
- Der rechte Fuß des Cupido zertritt in Monty Python’s Flying Circus die Titelzeile.[2]
- In dem Manga From Eroica with Love wird das Bild von dem Kunstdieb Dorian Red aus der National Gallery gestohlen.[3]
- Ein Ausschnitt aus dem Bild dient als Cover für die CD-Single „Principles of Lust“ (1991) von Enigma.[4]
- Die Bedeutung des Gemäldes, von dem der Protagonist des Buchs, ein Kunstfälscher, besessen ist, wird in Robertson Davies Erzählung What’s Bred in the Bone („Was du ererbt von deinen Vätern“, 1990) diskutiert.[5]
- Das Gemälde ist Gesprächsthema in der Erzählung The Nice and the Good („Lauter feine Leute“) von Iris Murdoch und wurde für das Cover der Erstausgabe von 1978 verwendet.[6]
- Venus, Cupid, Folly, and Time ist der Titel der Episode 22 der englischen Fernsehserie Switched at Birth.
- Venus, Cupid, Folly, and Time ist der Titel eines Samplers von 2020 der Pop-Gruppe The Divine Comedy[7]
- Das Gemälde wird im 2025 veröffentlichten Roman Dius von Stefan Hertmans thematisiert.[8]